# تالمی اسلوکم
تالِمی اسلوکم (انگلیسی: Ptolemy Slocum؛ زادهٔ ۲۰ نوامبر ۱۹۷۵) بازیگر اهل ایالات متحده آمریکا است.
نام او برگرفته از نامِ اخترشناس و فیلسوف یونان باستان «بطلمیوس» است که در زبان انگلیسی «تالِـمی» (‎/ˈtɒləmi/‎) تلفظ می‌شود.
از فیلم‌ها یا برنامه‌های تلویزیونی که وی در آن نقش داشته است می‌توان به هیچ، خانواده سوپرانو، شنود، فرینج، مهره سوخته، چگونه با مادرتان آشنا شدم، دروغ‌گوهای کوچک زیبا، معاون رئیس‌جمهور، در جستجو، ذهن‌های جنایتکار و وست‌ورلد اشاره کرد.